# Nunciatura apostólica en Perú
La Nunciatura Apostólica ante la República del Perú es una oficina eclesiástica de la Iglesia Católica Romana en el Perú. Es un puesto diplomático de la Santa Sede, cuyo representante es el nuncio apostólico, con rango de embajador.
La representación papal en Perú fue establecida por la Delegación Apostólica para Perú y Bolivia, una oficina única con sede en Perú. Como delegación, carecía de estatus diplomático, pero actuaba en nombre de la Santa Sede respecto a la Iglesia católica en la región. Posteriormente, esta se dividió para crear una nunciatura para cada país, una oficina diplomática. El arzobispo Angelo Giacinto Scapardini fue nombrado delegado apostólico para Perú y Bolivia en 1910. Al ser asignado a su siguiente puesto diplomático en diciembre de 1916, fue designado como Internuncio para Perú y Bolivia. El internuncio apostólico es un título otorgado en previsión del establecimiento de relaciones diplomáticas y el intercambio de embajadores. La Nunciatura en el Perú se estableció el 20 de julio de 1917.

## Lista de representantes papales en el Perú

### Delegados Apostólicos en Perú y Bolivia
- Serafino Vannutelli (23 de julio de 1869 – 10 de septiembre de 1875)
- Mario Mocenni (14 de agosto de 1877 – 28 de marzo de 1882)
- Cesare Sambucetti (18 de abril de 1882 – 1882)
- Beniamino Cavicchioni (21 de marzo de 1884 – 1898)
- Pietro Gasparri (2 de enero de 1898 – 25 de abril de 1901)
- Alessandro Bavona (17 de julio de 1901 – 13 de noviembre de 1906)
- Angelo Maria Dolci (7 de diciembre de 1906 – septiembre de 1910)
- Angelo Giacinto Scapardini (23 de septiembre de 2010[3] – 4 de diciembre de 1916)[1]
  - Su título pasó a ser el de Internuncio Apostólico en Perú y Bolivia durante su mandato como delegado.[1]

### Nuncios Apostólicos
- Lorenzo Lauri (5 de enero de 1917[4] – 25 de mayo de 1921)
  - Nombrado Internuncio Apostólico; con la creación de la nunciatura pasó a ser nuncio apostólico el 20 de julio de 2017.[2]
- Giuseppe Petrelli (27 de mayo de 1921 – 24 de diciembre de 1926)
- Serafino Cimino (13 de abril de 1926 – 4 de mayo de 1928)
- Gaetano Cicognani (15 de junio de 1928 – 13 de junio de 1935)
- Fernando Cento (26 de julio de 1936 – 9 de marzo de 1946)
- Luigi Arrigoni (31 de mayo de 1946 – 6 de julio de 1948)
- Giovanni Panico (28 de septiembre de 1948 – 14 de noviembre de 1953)
- Francesco Lardone (21 de noviembre de 1953 – 30 de junio de 1959)
- Romolo Carboni (2 de septiembre de 1959 – 26 de abril de 1969)
- Luigi Poggi (21 de mayo de 1969[5] – 1 de agosto de 1973)
- Carlo Furno (1 de agosto de 1973 – 25 de noviembre de 1978)
- Mario Tagliaferri (15 de diciembre de 1978 – 20 de julio de 1985)
- Luigi Dossena (30 de diciembre de 1985[6] – 2 de marzo de 1994)
- Fortunato Baldelli (23 de abril de 1994 – 19 de junio de 1999)
- Rino Passigato (17 de julio de 1999 – 8 de noviembre de 2008)[7]
- Bruno Musarò (5 de enero de 2009[8] – 6 de agosto de 2011)[9]
- James Patrick Green (15 de octubre de 2011[10] – 6 de abril de 2017)[11]
- Nicola Girasoli (16 de junio de 2017[12] – 2 de julio de 2022)[13]
- Paolo Rocco Gualtieri (6 de agosto de 2022[14] – presente)

## Lista de representantes de la Soberana Orden Militar de Malta
Perú y la Soberana Orden Militar de Malta, orden religiosa católica, mantienen relaciones formales desde 1953. La embajada del primero ante la Santa Sede también está acreditada ante la Orden, mientras que el segundo tiene una embajada en Lima.
- Georges Potocki (1953 – 1956)[15]
- Olgierd Czartoryski (1956 – 1958)[16]
- Tomás Díez Hidalgo (1958 – ?)[15]
- Fernando de Trazegnies (1995 – 1998)
- Antonio Carlos Da Silva Coelho (26 de junio de 2008 – 2016)[17][18]
- Fabrizio Francesco Vinaccia (16 de mayo de 2017 – presente)